# Epidendrum paraguastigma
Epidendrum paraguastigma är en orkidéart som beskrevs av Eric Hágsater och García-cruz. Epidendrum paraguastigma ingår i släktet Epidendrum och familjen orkidéer.
Artens utbredningsområde är Costa Rica. Inga underarter finns listade i Catalogue of Life.